# Александър Метревели
Алекса́ндър Ира́клиевич Метреве́ли (ალექსანდრე ირაკლის ძე მეტრეველი) е съветски тенисист от грузински произход. 

## Биография
Алекса́ндър Ира́клиевич Метреве́ли е роден на 2 ноември 1944 г. в Тбилиси, Грузия, СССР. Той е почетен гражданин на Австралия. Неговият внук Александър Метревели също е професионален тенисист и участник за отбора на Грузия за Купа Дейвис.

## Кариера
Александър Метревели е активен тенисист от 1962 до 1980 г. и печели 62 титли на сингъл.
През 1962 г. на 17 години Метревели губи с 8–10, 6–3, 4–6 от Стенли Матюс на финала на Уимбълдън за юноши.
Метревели достига най-високо класиране в света на сингъл, до номер 9, през 1974 г. Печели 9 титли на ATP на сингъл в кариерата си.

## Кариерна статистика

#### Финали на турнири от Голям шлем (1)
| година | турнир    | съперник | резултат           |
| ------ | --------- | -------- | ------------------ |
| 1973   | Уимбълдън | Ян Кодеш | 1–6, 8–9(5–7), 3–6 |

### Загубени финали на смесени двойки в турнири от Големия шлем (2)
| година | турнир    | партньор      | съперник                    | резултат            |
| ------ | --------- | ------------- | --------------------------- | ------------------- |
| 1968   | Уимбълдън | Олга Морозова | Маргарет Корт Кен Флетчър   | 1 – 6, 12 – 14      |
| 1970   | Уимбълдън | Олга Морозова | Розмари Казалс Илие Настасе | 3 – 6, 6 – 4, 7 – 9 |